# Насімі Навід Даудович
Наві́д Дау́дович Насімі́ (1 березня 1995, Київ, Україна) — український футболіст, півзахисник клубу «Чайка» з Петропавлівської Борщагівки.

## Життєпис
Навід Насімі народився в Києві. Вихованець футбольного клубу «Лідер» (Петропавлівська Борщагівка), за який виступав як на рівні ДЮФЛУ, так і у вищій лізі чемпіонату Київської області. На аматорському рівні протягом двох сезонів забив 12 м'ячів.
В лютому 2013 року перейшов до системи одеського «Чорноморця». Тривалий час виступав за юнацький та молодіжний склади «моряків». В Прем'єр-лізі дебютував 18 липня 2015 року в поєдинку з донецьким «Олімпіком», замінивши на 69-ій хвилині Євгена Мурашова. Загалом у першій половині сезону 2015/16 провів у формі одеського клубу 7 поєдинків чемпіонату та 3 кубкові гри.
На початку 2016 року Навіда Насімі було віддано в оренду до горішньоплавненського «Гірника-спорт», однак основним гравцем в новому клубів він так і не став. Влітку того ж року повернувся до Одеси і, провівши за молодіжний склад «Чорноморця» один матч, перейшов до складу київського «Арсенала», що дебютував у змаганнях першої ліги.

## Досягнення
- Переможець першої ліги чемпіонату України (1): 2017/18

## Родина
- Брат — Захар Насімі (1993 р.н), професійний футболіст, що захищав кольори «Шахтаря-3» та «Миру» (Горностаївка)[4].